# Thalpophila obscura
Thalpophila obscura là một loài bướm đêm trong họ Noctuidae.